# Гизе, Тидеман
Ти́деман Ги́зе (нем. Tiedemann Bartholomäus Giese, 1480—1550) — прусский католический теолог, епископ (с 1538 года) города Кульм (ныне польский город Хелмно), позднее (1549) князь-епископ Вармии. Близкий друг Николая Коперника, активно способствовал публикации его трудов, оставил в письмах воспоминания о жизни великого астронома.

## Биография
Родился в Данциге в старинной купеческой семье. Изучал философию в университете Лейпцига (1492—1496). В возрасте 24 лет (1504) стал священником. С 1538 года — епископ Кульма.
Тидеман Гизе был близким другом и единомышленником астронома Николая Коперника, основоположника гелиоцентризма в христианской Европе. Помимо гелиоцентризма, их сближало родство — брат Гизе был женат на племяннице Коперника, а также общая борьба против Тевтонского ордена и защита польских интересов в Вармии. В частности, в 1516 году Гизе, вместе с Коперником, направил письмо польскому королю Сигизмунду I Старому с просьбой о защите Пруссии против ордена. Коперник незадолго до смерти передал Тидеману Гизе окончательный вариант своего труда «Об обращениях небесных сфер». В предисловии к этой книге Коперник благодарит за постоянную поддержку «моего лучшего друга, Тидемана Гизе, епископа Кульмского, который с одинаковым рвением занимается теологией и светскими науками». По сообщению Гизе, его друг получил отпечатанный экземпляр своей книги на смертном одре в день смерти 24 мая 1543 года. Коперник также завещал Гизе свою библиотеку. 
Тидеман Гизе вёл активную переписку с Эразмом Роттердамским и Меланхтоном, отстаивая позицию католической церкви, вёл публичную полемику со сторонниками лютеранства, в которой призвал бороться с еретическими течениями «кротостью, терпением, словами утешения и наставления в христианской любви». Большинство его сочинений, в том числе комментарии к Аристотелю, не сохранились.
Гизе умер в Гейльсберге и был похоронен рядом с Коперником в соборе Фромборка (Фрауэнбург).

## Труды

Родовой герб Тидемана Гизе

- Antilogikon flosculorum Lutheranorum (1523)
- Anacrisis nominis Jesus (1542)

## В художественной литературе
- Зинаида Шишова, Сергей Царевич. Приключения Каспера Берната в Польше и других странах. М.: Детская литература, 1975, 448 с.